# Squalius
Squalius é um género de peixe actinopterígeo da família Cyprinidae.
Este género contém as seguintes espécies:
- Squalius adanaensis Turan, Kottelat & Doğan, 2013[1]
- Squalius agdamicus S. N. Kamensky, 1901
- Squalius alburnoides (Steindachner, 1866)
- Squalius albus (Bonaparte, 1838)
- Squalius anatolicus (Bogutskaya, 1997)[2]
- Squalius aphipsi (A. I. Aleksandrov, 1927)
- Squalius aradensis (Coelho, Bogutskaya, Rodrigues & Collares-Pereira, 1998)
- Squalius aristotelis Özuluğ & Freyhof, 2011[2]
- Squalius berak Heckel, 1843[3]
- Squalius cappadocicus Özuluğ & Freyhof, 2011[2]
- Squalius carinus Özuluğ & Freyhof, 2011[2]
- Squalius carolitertii (Doadrio, 1988)
- Squalius castellanus Doadrio, Perea & F. M. Alonso, 2007
- Squalius caetobrigus Mendes, Perea, Sousa, Sousa-Santos & Doadrio, 2024[4]
- Squalius cephaloides (Battalgil, 1942)[2]
- Squalius cephalus (Linnaeus, 1758)
- Squalius cii (J. Richardson, 1857) [2]
- Squalius fellowesii (Günther, 1868)[2]
- Squalius ghigii (Gianferrari, 1927)
- Squalius illyricus Heckel & Kner, 1857
- Squalius janae Bogutskaya & Zupančič, 2010
- Squalius keadicus (Stephanidis, 1971)
- Squalius kosswigi (M. S. Karaman (sr), 1972) [2]
- Squalius kottelati Turan, Yılmaz & Kaya, 2009
- Squalius laietanus Doadrio, Kottelat & de Sostoa, 2007
- Squalius lepidus Heckel, 1843
- Squalius lucumonis (Bianco, 1983)
- Squalius malacitanus Doadrio & Carmona, 2006
- Squalius microlepis Heckel, 1843
- Squalius moreoticus (Stephanidis, 1971)
- Squalius namak Khaefi, Esmaeili, Sayyadzadeh, Geiger & Freyhof, 2016 [5]
- Squalius orientalis (Nordmann, 1840)
- Squalius orpheus Kottelat & Economidis, 2006
- Squalius pamvoticus (Stephanidis, 1939)
- Squalius peloponensis (Valenciennes, 1844)
- Squalius platyceps Zupančič, Marić, Naseka & Bogutskaya, 2010
- Squalius prespensis (Fowler, 1977)
- Squalius pursakensis (Hankó (hu), 1925)[2]
- Squalius pyrenaicus (Günther, 1868)
- Squalius recurvirostris Özuluğ & Freyhof, 2011[2]
- Squalius seyhanensis Turan, Kottelat & Doğan, 2013[1]
- Squalius spurius Heckel, 1843
- Squalius squaliusculus Kessler, 1872  (Syr-Darya dace)
- Squalius squalus (Bonaparte, 1837)
- Squalius svallize Heckel & Kner, 1857
- Squalius tenellus Heckel, 1843
- Squalius torgalensis (Coelho, Bogutskaya, Rodrigues & Collares-Pereira, 1998)
- Squalius turcicus De Filippi, 1865
- Squalius ulanus Günther, 1899
- Squalius valentinus Doadrio & Carmona, 2006
- Squalius vardarensis S. L. Karaman, 1928
- Squalius zrmanjae S. L. Karaman, 1928